# 东帝汶大屠杀
东帝汶大屠杀，指的是在东帝汶印度尼西亚占领时期（1975年12月－1999年10月），由印尼“新秩序”政府发动的，名为“平定战役”，实为“国家恐怖主义”的战争行动。大量证据显示，印尼政府的行为已经构成了种族灭绝，有部分学者对此结论的部分内容存疑。
东帝汶大屠杀中著名的大屠杀事件有利逵萨教堂大屠杀、曼努埃尔·卡拉斯卡朗住所大屠杀、圣克鲁斯大屠杀、苏艾教堂大屠杀等。

## 侵略伊始
印尼此次对东帝汶的入侵发生在 1975 年 8 月，当地居民被印度尼西亚国民军大肆屠戮。侵略伊始，东帝汶独立革命阵线即发布广播：“印尼军人对东帝汶国人展开了无差别屠杀。妇孺陈尸街道，这里没人逃得过他们的毒手……我们请求国际社会的援助。”帝汶难民说“针对妇女，孩童以及中国商贩的强奸、暗杀屡见不鲜”。当时的帝力主教马丁·达·科斯塔·洛佩斯在随后的陈述中说：“印尼士兵们见人就杀，目之所及，有如人间地狱。”在一次袭击中，包括澳大利亚自由记者罗杰·伊斯特在内共计50 名成年人和小孩，被一排排地绑在帝力的一处悬崖上处决，随后尸体掉入了海里。在帝力，像这样的杀戮并不鲜见。（未被处死的）旁观者们被命令观看施害过程，清点尸体数量。据估计，侵略开始的前两天，仅在帝力，至少有2,000人遇害。另外，除东帝汶独立革命阵线的支持者，灾难发生的第一天，有500名在东帝汶的華僑惨遭杀害。

## 平定战役

### 安全行动：1981－1982
1981年，印尼军方启动了一项安全行动（Operasi Keamanan），这其中包括“人墙（fence of legs）”项目。在这次行动中，印尼军方征召 5 万到 8 万名帝汶成年男性和男孩，印度尼西亚国民军（TNI）驱赶着他们，与他们一道在山地里行军，防止革阵（FRETILIN）的突袭。行动的目的是将反抗者的游击队逼至包围圈，以一网打尽。许多被征召参与“人墙（fence of legs）”项目的人都死于饥饿，过劳，或者因放过游击队而被印尼官兵击毙。在人墙逼近村镇时，有数量未知的村民们惨遭毒手。
1981年9月，在拉克卢塔县，至少有400位居民被印尼744营军人屠戮。一位目击者在向澳大利亚参议院的陈述中证实，印尼士兵甚至不放过年幼的孩子，他们将孩子们的头砸在石头上，敲碎，杀死他们。此次行动最后以失败告终，当地居民对入侵者的怨恨更甚从前。在之后的十年里，革阵（FRETILIN）军队都在深山里进行着零星的抵抗，而印尼军方采取了数次行动，妄图粉碎他们的抵抗。与此同时，在广大城镇与乡村，一场非暴力抵抗运动渐渐酝酿成型。

### 大扫除行动：1983
1983年3月，在镇压叛乱的行动多次失利后，帝力军事度假区司令部指挥官普万托（Purwanto）上校开始与革阵指挥官沙纳纳·古斯芒（Xanana Gusmão）在对方控制区内和平谈判。
同年8月，谈判中沙纳纳·古斯芒想寻求葡萄牙以及联合国的介入，印尼共和国武装部队（Angkatan Bersenjata Republik Indonesia，缩写ABRI）指挥官本尼·莫尔达尼（Benny Moerdani）打破停火协议，宣布了一项名为“大扫除行动”的行动方案，并声明“这一次，我们将毫不留情地除掉这些抵抗者，我们不是在开玩笑。”

停火协议的破裂又导致了印尼军方对东帝汶新一轮的大屠杀。1983年8月，在 creras 的一个乡村里，有两百人被活活烧死，有五百人在附近的河边被残害。大赦国际文件显示，同年八月到十二月间，仅在东帝汶首都帝力，就有超过600人被逮捕或“被消失”。印尼军队告诉“失踪者”的亲属，他们都被送往了巴厘岛。

## 死亡人数
准确的死亡人数很难确定。 联合国东帝汶接纳、真相与和解委员会（CAVR）在2005年的报告中称，与冲突有关的死亡人数估计最少为 102,800（＋/－ 12,000）人。
印尼军人的伤亡则有据可查。 在整个侵略期间，大约2,300名印度尼西亚士兵以及亲印度尼西亚民兵死在在军事行动、疾病和事故中。这些人的全名被刻在位于东雅加达 Cilangkap 的印度尼西亚国民军（TNI）总部的 Seroja （参见印度尼西亚入侵东帝汶，即：莲之行动）纪念碑上。

## 文艺作品中的描写
- 巴里布（2009）